# Drac de Reus

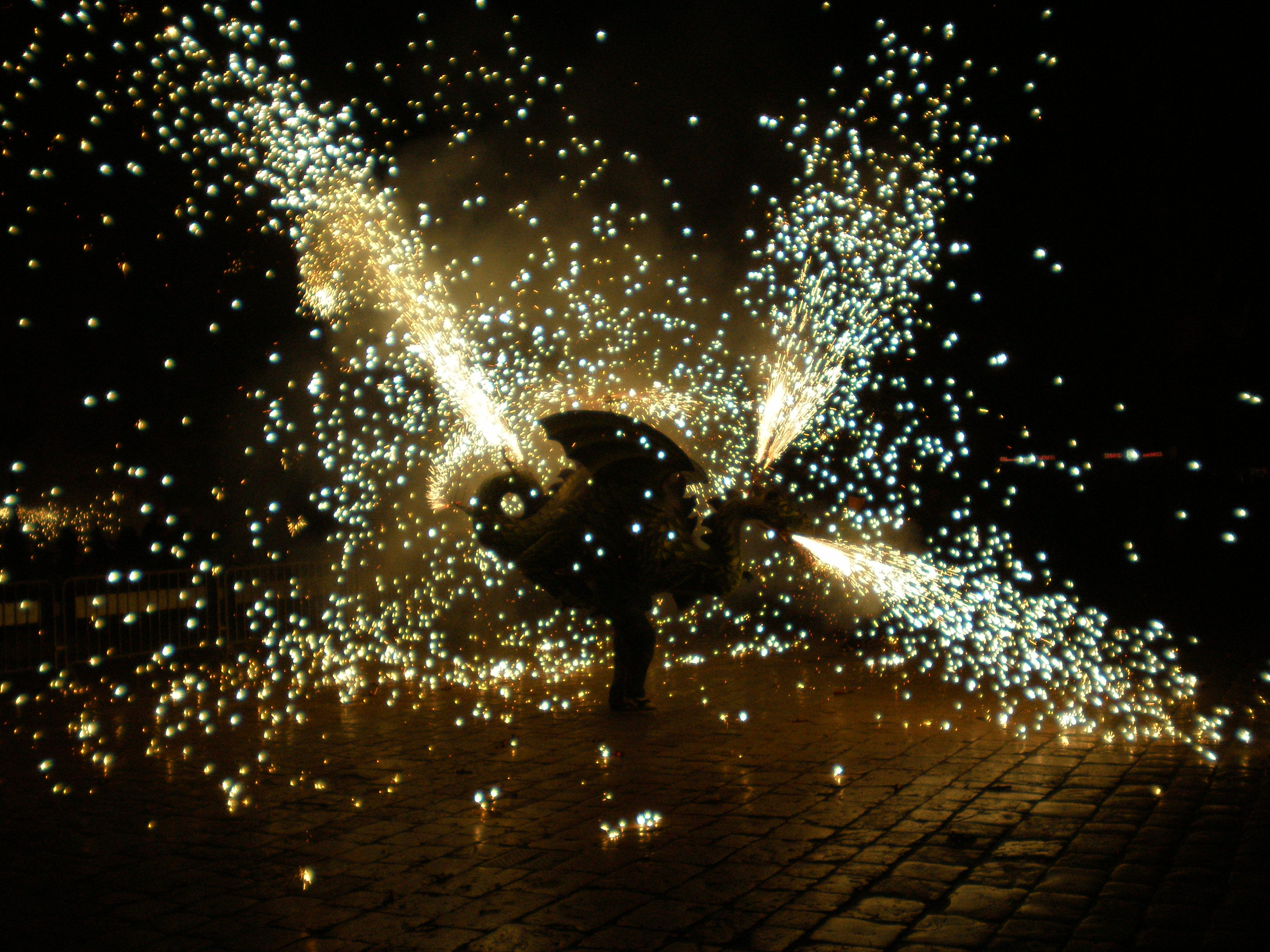
Drac de Reus

El Drac de Reus és un dels elements de Seguici Festiu de la ciutat
És un element propi de les festes majors i del bestiari popular d'arreu del país, i acompanya moltes vegades les colles de diables.
A Reus no ha format part del Seguici Festiu fins a èpoques molt recents, però al segle xix, quan van arribar els absolutistes al poder, els frares de Sant Francesc, van organitzar una processó per a celebrar l'acabament del claustre del convent, van construir un immens drac de cartró, i el situaven al davant «lo mateix que fan los gegants» diu l'historiador reusenc Andreu de Bofarull. Era un drac de foc fet a l'estil vilafranquí (al convent hi havia un frare d'aquella població) «que tenia lo bech obert, la llengua movedissa i fins treya foch pels queixals», però els coets i carretilles que tirava anaven adreçats a les cases dels liberals, i s'explica que el posaven a la porta de les cases engegant la pluja de foc. Aquest drac va tenir curta vida, ja que amb l'arribada dels liberals el 1834 es va acabar la festa. Però els liberals en van construir un altre i el van anar a cremar al mig de la plaça del Mercadal un dimarts de carnaval, fent burla dels frares.
El Drac actual és una bèstia tant de seguici com de correfoc, que va sorgir de l'entitat del Ball de diables de Reus, va ser construït l'any 1991 per Albert Macaya i estrenat l'any 1992 en commemoració de la tradició que diu que feia 400 anys de l'aparició de la Mare de Déu de Misericòrdia.
És un Drac d'un sol cap, de color verd, porta una llarga fila d'escates que li recorre l'espinada amb unes ales grans i una cua caragolada i acabada en punta. El 1996 va ser reformat i li van posar quatre potes. És una figura de dimensions mitjanes, portada per una sola persona i dansa amb una melodia interpretada per una cobla de ministrers, amb sac de gemecs, acordió, tarota, flabiol i tamborí. Té punts de foc a la boca, al coll, a les ales i al llaç i punta de la cua.
Actua per Sant Jordi amb una cercavila i una encesa, per Sant Joan al cercavila de foc a la nit, per Sant Pere els dies 28 i 29 de juny, i per les Festes de Misericòrdia el 25 de setembre

## Característiques tècniques[3]
- Material: Fibra de vidre
- Mides: Llargada: 2,50 m. Amplada: 2,00 m. Alçada: 1,30 m.
- Pes: 60kg.
- Foc: Té 11 punts de foc que de vegades varien.